# 川島一平
川島 一平（かわしま いっぺい、本名・旧芸名：木下 陽夫、1945年9月25日 - ）は、日本の俳優。劇団NLT所属。東京都出身。東京都立神代高等学校卒業。

## 出演作品

### テレビドラマ
- 青春とはなんだ（1965年 - 1966年、NTV / 東宝） - 大崎
- 三匹の侍 第4シリーズ 第20話「京十郎祭り囃子」（1967年、フジテレビ） - 吾作
- 太陽野郎（1967年 - 1968年、NTV） - 六助
- 特別機動捜査隊（NET / 東映）
  - 第372話「東京に四季はない」（1968年） - 信一
  - 第421話「東京の流れの中で」（1969年） - 矢口
  - 第508話「狂った夏」（1971年） - 中川
- ザ・ガードマン（TBS・大映テレビ部）
  - 第288話「女子高校生スキャンダル殺人」 / 1970年10月9日
  - 第298話「大人を恨みます! 17才の心中」 / 1970年12月18日
- 仮面ライダーシリーズ（MBS / 東映）
  - 仮面ライダー 第89話「恐怖のペット作戦 ライダーを地獄へおとせ」（1972年） - 山中
  - 仮面ライダーV3 第25話「怪奇!! デストロンレインジャー部隊」（1973年） - 登山パーティー
  - 仮面ライダーアマゾン 第5話「地底からきた変なヤツ!!」（1974年） - 記者
  - 仮面ライダースーパー1 第1話「惑星用改造人間の大変身」（1980年） - 坂田研究員
- 人造人間キカイダー 第41話「壮絶! ジロー空中分解」（1973年、NET / 東映） - 作業員
- 荒野の用心棒 第39話「兇悪の罠が欲望の野に仕掛けられて…」（1973年、NET）
- 白い牙 第19話「殺しを誘う声」（1973年、NTV）
- 秘密戦隊ゴレンジャー（1975年、NET / 東映）
  - 第19話「青い火花! 海に浮かぶスパイ戦線」 - ミス・サファイヤの手下
  - 第37話「真白い閃光! 黒十字総統の正体」 - 秘密工作員0037
- 俺たちの朝 第25話（1977年4月10日、NTV / 東宝） - 劇団アパッシュ代表
- 太陽にほえろ! 第323話「愛は何処へ」（1978年、NTV） - ガードマン
- 俺はあばれはっちゃく 第7話 「チカン御用だマルヒ作戦」（1981年、ANB / 国際放映）- 仮面男
- 宮本武蔵（1981年、NHK） - 小六
- 鬼平犯科帳 (萬屋錦之介) 第2シリーズ 第17話「高萩の捨五郎」（1981年、ANB）
- メタルヒーローシリーズ（ANB / 東映）
  - 宇宙刑事ギャバン　第12話「遊園地へ急行せよ! UFO少年大ピンチ」（1982年） - 林真の父
  - 宇宙刑事シャリバン 第30話「捨てられる子供たち 変身するママ」（1983年） - 松本幸雄
  - 巨獣特捜ジャスピオン 第39話「ミヨちゃんのキッスは百万馬力」（1986年）
  - 時空戦士スピルバン 第12話「未来ハウスのかなしい子犬たち」（1986年） - 坂崎マサルの父
  - 世界忍者戦ジライヤ 第25話「ペットがいない! ラーメン小母さん大奮戦」（1988年7月10日） - ラーメン小母さんの夫
- ザ・サスペンス「特急さくら殺人事件」（1982年、TBS）
- 徳川家康（1983年、NHK） - 堀尾吉晴
- 星雲仮面マシンマン 第6話「私、ママの子供?」（1984年、NTV / 東映） - 美佐の父
- 兄弟拳バイクロッサー 第20話「にせもの大騒動!」（1985年、NTV / 東映） - フォーカス男
- 私鉄沿線97分署 第76話「千羽鶴からスペシャルヒント!!」（1986年、ANB / 国際放映） - 田野倉雄二
- 西田敏行の泣いてたまるか 第6話「こちら突撃リポーター」（1986年、TBS / 国際放映、東阪企画）
- 火曜サスペンス劇場（NTV）
  - 「女からの眺め」（1987年1月6日、東映） - 床山
  - 「恋の友だち -ミス日本の犯罪-」（1989年1月10日、プロジェクト・エー）
  - 「女監察医・室生亜季子6・赤い髪の女」（1989年4月、東映） - 佐々木一也
  - 「松本清張スペシャル・捜査圏外の条件」（1989年7月4日、松竹・「霧」企画） - 研究員
  - 「女監察医・室生亜季子8・熱い凍死」（1990年4月、東映） - 管理人
  - 「フルムーン旅情ミステリー2・みちのく殺人事件」（1990年5月、プロジェクト・エー）
  - 「女弁護士・高林鮎子9・北の街小樽に消えた女」（1991年4月9日、東映） - 記者
  - 「女弁護士・高林鮎子11・能登に消えた女」（1993年1月、東映） - 遠山亘
  - 「女弁護士・高林鮎子13・寝台特急北斗星1号複合の接点」（1993年9月、東映）
  - 「おかしな夫婦3」（1997年4月15日、東映）
- 暴れん坊将軍シリーズ（ANB / 東映）
  - 暴れん坊将軍III - 医師
  - 暴れん坊将軍IV
    - 第8話「逃げた花嫁」（1991年） - 奈良平
    - 第33話「頑張れ! 登城拒否侍」（1991年） - 本阿弥元悦

  - 暴れん坊将軍V 第9話「ろくでなし長屋殺人事件」（1993年） - 又蔵
- 炎の旅路（1990年、THK）
- はぐれ刑事純情派 第8シリーズ 第8話「張り込み・お化け屋敷の女!?」（1995年、ANB・東映）
- 相棒（2015年） - 磐城賢三（西多摩刑務所・所長）

### 映画
- 禁じられた遠い道（1965年、第7グループ事務所） - 学友
- 血と砂（1965年、東宝・三船プロ） - 今井
- めぐりあい（1968年、東宝） - 吉田
- 赤毛（1969年、東宝） - サブ少年
- コント55号 宇宙大冒険（1969年、東宝）
- 激動の昭和史 沖縄決戦（1971年、東宝） - 伊豆味二等兵[2]
- にっぽん三銃士 おさらば東京の巻（1972年、東京映画） - フォーク・グループ
- おんな6丁目 蜜の味（1982年、東映） - TVディレクター

### 舞台
劇団NLT
- 三越劇場8月公演「姑は推理作家」（2011年8月13日-22日、三越劇場）

### テレビアニメ
- まんがはじめて物語